# Eclipse Foundation
O Eclipse Foundation é uma fundação sem fins lucrativos, com membros que apoiam e desenvolvem software livre Eclipse Projects que ajudam e cultivam tanto uma comunidade de código aberto, como também um ecossistema de produtos e serviços complementares. Ela é considerada a 'terceira geração'  da organização de código livre.

## História
Em 2003-2004 o Eclipse Consortium, um consórcio não oficial de cinquenta empresas  fundou The Eclipse Foundation, uma entidade legal e sem fins lucrativos para conduzir e desenvolver o Eclipse e produtos relacionados.

## Membros estratégicos
Cada membro estratégico tem uma representatividade na Eclipse Foundation Board of Directors (Diretório de Conselho da Fundação Eclipse) proporcionando uma direta influência estratégica sobre o Eclipse.
Membros estratégicos também tem cadeiras nos Conselhos Eclipse, prestando contribuição e influência sobre os temas e prioridades do Ecossistema Eclipse. 
| - Actuate - Bredex GmbH - CA - IBM | - Innoopract - itemis - Nokia - Obeo | - Oracle - SAP - Sonatype - Sopera |

## Outros Membros
Existem aproximadamente 170 membros  da Fundação Eclipse, representando diversas regiões de todo o mundo, e em muitas indústrias e segmentos de tecnologia.

## Referencias
1. ↑  François Letellier (informaticien) (2008), Open Source Software: the Role of Nonprofits in Federating Business and Innovation Ecosystems Arquivado em 6 de agosto de  2012, no Wayback Machine., AFME 2008.
2. ↑  «Eclipse Forms Independent Organization». Press Release. Consultado em 4 de fevereiro de 2004
3. ↑  «Strategic Members». Web Listing. Consultado em 4 de setembro de 2009. Arquivado do original em 9 de janeiro de 2017
4. ↑  «All Eclipse Foundation Members». Web Listing. Consultado em 29 de julho de 2008. Arquivado do original em 3 de setembro de 2011